# Amaurobius dorotheae
Amaurobius dorotheae là một loài nhện trong họ Amaurobiidae.
Loài này thuộc chi Amaurobius. Amaurobius dorotheae được Ralph Vary Chamberlin miêu tả năm 1947.